# Elektrostriktion
Elektrostriktion beschreibt die Deformation eines dielektrischen Mediums in Abhängigkeit eines angelegten elektrischen Feldes. In der gebräuchlichen Definition bezieht sich der Begriff der Elektrostriktion dabei nur auf den Anteil des Effekts, bei dem die Deformation unabhängig von der Richtung des angelegten Feldes und proportional zum Quadrat des Feldes ist. Dies unterscheidet die Elektrostriktion vom inversen piezoelektrischen Effekt, der die lineare Antwort der Deformation auf das Feld beschreibt.
Die Elektrostriktion wird beschrieben durch die elektrostriktiven Koeffizienten. Man unterscheidet zwischen elektrostriktiven Verzerrungskoeffizienten, die die Reaktion der Verzerrung auf das elektrische Feld beschreiben,
{\displaystyle \gamma _{ijkl}={\frac {1}{2}}\left({\frac {\partial ^{2}\epsilon _{ij}}{\partial E_{k}\partial E_{l}}}\right)}
und elektrostriktiven Spannungskoeffizienten, die die Reaktion der mechanischen Spannung auf das elektrische Feld beschreiben:
{\displaystyle f_{ijkl}={\frac {1}{2}}\left({\frac {\partial ^{2}\sigma _{ij}}{\partial E_{k}\,\partial E_{l}}}\right)}
Effekte erster Ordnung werden durch die piezoelektrischen Koeffizienten beschrieben.
Allerdings wird der Begriff der Elektrostriktion in der Literatur oft unsauber verwendet. In der allgemeinen Formulierung bezeichnet Elektrostriktion jegliche Wechselwirkung zwischen der Deformation eines dielektrischen Mediums und einem anliegenden Feld. Bei dieser Verwendung beinhaltet die Elektrostriktion dann den inversen Piezoelektrischen Effekt, bei dem eine Volumenänderung durch eine angelegte Spannung herbeigeführt wird.
Durch Elektrostriktion können bei sich stark ändernden elektrischen Feldern an einem Dielektrikum (z. B. in einem Kondensator) Geräusche verursacht werden – ähnlich wie es durch Magnetostriktion an ferromagnetischen Materialien (z. B. in Spulenkernen) in sich ändernden Magnetfeldern zu Geräuschen kommen kann.